# Liberpress
LiberPress és un premi que reconeix el compromís social de professionals de diversos àmbits de la cultura i els mitjans de comunicació. S'atorguen a Girona des de l'any 1999 i són impulsats per l'associació homònima.

## Els Premis
En total s'atorguen nou premis, repartits per categories: Memorial, LiverPress, Literatura, Cançó, Associació, Cinema, Camins, Catalunya i el Premi LiberPress, el principal i més antic, que va començar a entregar-se el 1999.

### Premis LiberPress
- 1999. Ignacio Ramonet (Le Monde Diplomatique) (F)
- 2000. José Fort (L'Humanité) (F)
- 2001. Ramon Chao i El País
- 2002. Ryszard Kapuscinski i J.A. Ezcurra (Triunfo)
- 2003. Reza (Iran)
- 2004. Eduardo Haro Tecglen
- 2005. Gervasio Sánchez i Boban Minic (Bòsnia)
- 2006. Jon Lee Anderson (EUA)
- 2007. Marjane Satrapi (Iran) i Enrique Meneses
- 2008. Georges Corm (Líban)
- 2009. Mark Abley (GB)
- 2010. Igor Kostin (Moldàvia) i Tomàs Alcoverro
- 2011. Steve McCurry (EUA)
- 2012. Sami Naïr (Algèria)
- 2013. Antonio Fraguas, Forges[2]
- 2014. Festival Visa pour l'Image (França)[3]
- 2015. Charilie Hebdo (França)[4]
- 2016. Caddy Adzuba (Congo)
- 2017. Jaume Capdevila Kap
- 2018. Peter Kuper (EUA)
- 2019. Lisa Lovatt-Smith